# Cień (cykl Jerzego Żuławskiego)
Cień – cykl liryczny młodopolskiego poety Jerzego Żuławskiego. Zawiera trzydzieści cztery wiersze. Utwory z cyklu są napisane jedenastozgłoskowcem przy użyciu strofy czterowersowej.
Wieczór i cisza... We śnie czy na jawie?
Mniejsza! Gwiazd pełne krzewów latorośle;
na wodzie lśnią się dziwne oka pawie;
perły z szelestem spływają po wiośle...
I jakieś usta nademną schylone —
i dłoń na oczach mych alabastrowa,
dobra i słodka... kwiaty — i pieszczone
od kwiatów milsze rozkochane słowa...